# Bogdan Roščić
Bogdan Roščić (* 18. April 1964 in Belgrad, SFR Jugoslawien) ist ein österreichischer Musikmanager. Ab 2006 war er Managing Director der Decca Music Group in London. Von April 2009 bis August 2019 leitete er als Präsident Sony Classical die Klassik-Sparte von Sony MusicEntertainment.
Seit Juli 2020 ist er Direktor der Wiener Staatsoper.

## Leben
1974 emigrierte Roščić’ Familie aus Jugoslawien nach Österreich, wo er in Linz die Mittelschule besuchte und mit Matura abschloss. Anschließend studierte er Philosophie und Musikwissenschaft an der Universität Wien. 1989 wurde er mit einer Dissertation über Theodor W. Adorno zum Dr. phil. promoviert.
1989 begann Roščić als freier Mitarbeiter für das Kulturressort der Wiener Tageszeitung Die Presse zu schreiben, mit den Hauptthemen Medien und Popmusik. 1991 wurde Roščić Ressortleiter für Medien, Medienpolitik und Pop beim Wiener Kurier. 1993 wechselte er als Musikchef zu Österreichs größtem Radiosender Ö3, 1996 wurde er dort zum Senderchef ernannt und baute das Programm konsequent in ein Formatradio um, mit den Schwerpunkten Popmusik, aktuelle Information und Comedy.
Roščić verließ 2002 den ORF und wechselte als Managing Director zu Universal Music Austria. In dieser Funktion wurde er auch als Juror der TV-Casting Show Starmania bekannt. 2003 wurde er künstlerischer Leiter der Deutschen Grammophon Gesellschaft in Hamburg, um dort mit Künstlern wie Lang Lang, Anna Netrebko oder Rolando Villazón zu arbeiten. 2006 übersiedelte er nach London als Managing Director des renommierten Klassik-Labels Decca, das Weltstars wie Cecilia Bartoli oder Alfred Brendel vertritt. Ab April 2009 wechselte Roščić zu Sony Music Classical in New York. In der neu geschaffenen Position eines President war seine Aufgabe, die Klassik-Sparte des weltweit zweitgrößten Musikkonzerns auszubauen.
Im Dezember 2016 berief ihn Kulturminister Thomas Drozda zum Direktor der Wiener Staatsoper ab der Spielzeit 2020–21. Roščić übernahm die Funktion am 1. Juli 2020.

## Direktor der Wiener Staatsoper

### Übernahme der Staatsoper
Sein Start als Staatsoperndirektor war aufgrund der massiven Einschränkungen des Spielbetriebs durch die COVID-19-Pandemie denkbar schwierig und wurde dennoch vom Magazin Die Furche als „fulminant“ angesehen.
Die meisten Premieren seiner ersten Spielzeit fanden coronabedingt ohne Publikum im Fernsehen statt. Die erste Spielzeit hatte zwar den Ehrgeiz einer Runderneuerung des Repertoires, tat dieses jedoch überwiegend durch Übernahmen von Trademark-Inszenierungen anderer Häuser und durch einige Neuentwicklungen, wie einer Parsifal-Inszenierungen des in Moskau unter Hausarrest stehenden russischen Regisseurs Kirill Serebrennikov, dirigiert vom neuen Musikdirektors der Staatsoper, Philippe Jordan. Für seine zweite Spielzeit kündigte er Neuinszenierungen von „revolutionären Werken der Opernliteratur“ an, ein breites Spektrum von L’Orfeo über den Don Giovanni bis Wozzeck. 2022 wurde sein bis 2025 laufender Vertrag als Staatsoperndirektor um weitere fünf Jahre bis 2030 verlängert.

## Auszeichnung
2024 erhielt Bogdan Roščić den Israel-Freundschaftspreis der israelischen Botschaft in Österreich, da er nach dem Terroranschlag der Hamas auf Israel im Oktober 2023 Solidarität gezeigt hatte. Auf der Oper stand mit roter Leuchtschrift „Bring them home“. Mit diesem Slogan wird die Rückkehr der in den Gazastreifen entführten Geiseln gefordert.

## Familie
Bogdan Roščić ist verheiratet und ist Vater zweier Söhne und einer Tochter. Roščić’ Schwester Dodo Roščić ist die Leiterin des ORF-Radios FM4.

## Schriften
- Gesellschaftstheorie als kritische Theorie des Subjekts : zur Gesellschaftstheorie Th. W. Adornos. 1988 Wien, Univ., Diss., 1988